# Međunarodna radnička zajednica socijalističkih stranaka
Međunarodna radnička unija socijalističkih stranaka (nje. Internationale Arbeitsgemeinschaft Sozialistischer Parteien, IASP), internacionala za suradnju socijalističkih stranaka. Također su ju nazivali Druga i pol internacionala i Bečka internacionala. 

## Povijest
Osnovala ju je skupina od deset stranaka na konferenciji u Beču 27. veljače 1921. godine.  Osnivači su bili Neovisna socijaldemokratska stranka Njemačke (USPD), Francuska sekcija Radničke internacionale (SFIO), Neovisna stranka rada (ILP), Socijaldemokratska stranka Švicarske (SPS), Socijaldemokratska stranka Austrije (SPÖ) i Savez rumunjskih socijalističkih stranaka (FPSR, stvorile su ju otpale frakcije Socijalističke stranke Rumunjske). Travnja 1921. godine pridružila im se Španjolska socijalistička radnička stranka. Maksimalistička fakcija Talijanske socijalističke stranke (PSI) također se pridružila.
Prestala je postojati 1923. godine.

## Članovi
Tajnik IASP-a bio je austrijski političar Friedrich Adler iz SPÖ-a. Ostali prominentni članovi bili su Otto Bauer i Julius Martov. Skupina je bila pod teškim utjecajem austromarksizma. Objavljivala je glasilo Nachrichten der Internationalen Arbeitsgemeinschaft Sozialistischer Parteien ("Novosti Međunarodne radničke unije socijalističkih stranaka"). Radnici Ziona (socijalistički cionistički) vođe David Grün i Schlomo Kaplansky bili su aktivni u pokretu iza Druge i pol internacionale.

## Daljnja literatura
- Marxists.de V. I. Lenjin: Socialism and War, Ch. 3: The restoration of the International
- Marx.org Trotskyism versus Centrism in Britain (neaktivna poveznica) (eng.)

## Vanjske poveznice
- Archive of the International Working Union of Socialist Parties (eng.)
- A Communist view on the Conference of the Three Internationals (eng.)
- The Second and Third Internationals and the Vienna Union The proceedings of the Berlin conference (eng.)